# Rutland (Ohio)
Rutland is een plaats (village) in de Amerikaanse staat Ohio, en valt bestuurlijk gezien onder Meigs County.

## Demografie
Bij de volkstelling in 2000 werd het aantal inwoners vastgesteld op 401.
In 2006 is het aantal inwoners door het United States Census Bureau geschat op 422, een stijging van 21 (5,2%).

## Geografie
Volgens het United States Census Bureau beslaat de plaats een oppervlakte van
2,1 km², geheel bestaande uit land. Rutland ligt op ongeveer 180 m boven zeeniveau.

## Plaatsen in de nabije omgeving
De onderstaande figuur toont nabijgelegen plaatsen in een straal van 16 km rond Rutland.